# Herwig Hauser
Herwig Hauser (* 1956 in Innsbruck) ist ein österreichischer Mathematiker, der sich mit algebraischer Geometrie beschäftigt.

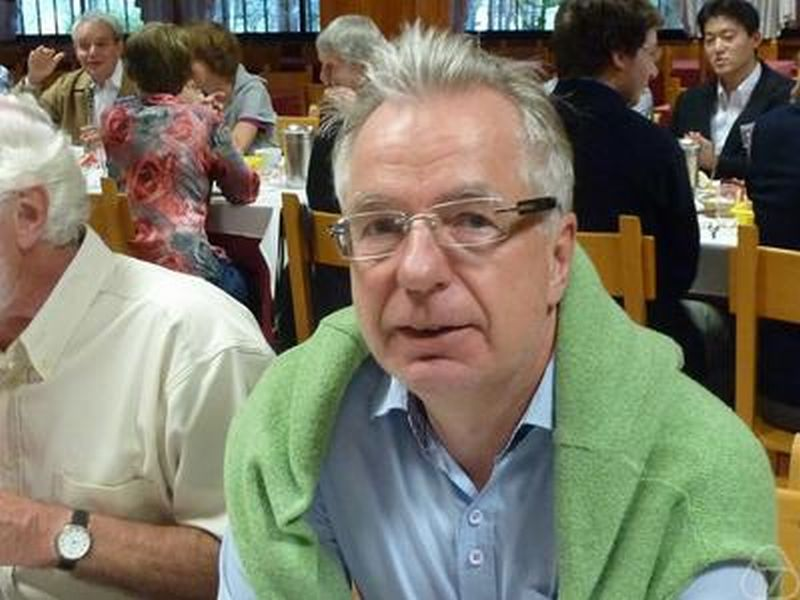
Herwig Hauser 2010

Hauser studierte ab 1974 Mathematik an der Universität Innsbruck und ab 1977 an der Universität Paris-Süd, der École polytechnique und der École normale supérieure. 1980 promovierte er in Paris mit der Arbeit Sur la Déformation Semiuniverselle d'une Singularité Isolée bei Bernard Teissier und Adrien Douady und war danach Assistent an der Universität Innsbruck. Dort habilitierte er sich 1988 mit der Arbeit Die Charakterisierung von Singularitäten durch ihren singulären Unterraum. Ab 1988 war er außerordentlicher Professor in Innsbruck. Außerdem war er in den 1980er Jahren Gastwissenschaftler an der Brandeis University und Northeastern University. 1992 bis 1994 war er Gastprofessor an der Universität Madrid, 1995 an der Universität Barcelona und 1996 an der Universität Valladolid, 1997 am King Mongkut’s Institute of Technology in Bangkok, 1999 an der Universität Sevilla und 2001 am Research Institute of Mathematical Sciences (RIMS) in Kyōto. Seit 2007 ist er Vertragsprofessor an der Universität Wien.
Hauser ist für seine Arbeiten zur Auflösung von Singularitäten in der algebraischen Geometrie bekannt. Er vereinfachte mit anderen den Beweis von Heisuke Hironaka für Varietäten über Körpern der Charakteristik 0 und analysierte ihn, auch in Hinblick auf das eigentliche Ziel, das offene Problem des Beweises für höherdimensionale Varietäten in positiver Charakteristik anzugehen. Dabei arbeitete er teilweise mit Santiago Encinas zusammen. Weiter beschäftigte er sich mit Singularitätentheorie in Differentialgeometrie und komplexer Analysis mehrerer Variable, algebraischer Analysis und Divisionssätzen für Potenzreihen-Ideale und Differentialoperatoren.

## Schriften
- mit Joseph Lipman, Frans Oort, Adolfo Quirós (Hrsg.): Resolution of singularities. A research textbook in tribute to Oscar Zariski. Birkhäuser, Basel 2000, ISBN 3-7643-6178-6. (Progress in Mathematics. Band 181.)
- The Hironaka Theorem on resolution of singularities. In: Bulletin AMS. Band 40, 2003, S. 323–403. (Abstract)
- Hauser Proof of resolution of singularities in positive characteristics, BAMS 2010
- Hauser, E. Faber Today's menu: Geometry and resolution of singular algebraic surfaces, Bulletin AMS 2010